# Zeynab Ilhamy
Zeynab Ilhamy (29. prosince 1859 – 17. května 1918) byla egyptská a osmanská princezna. Byla členkou dynastie Muhammada Alího a Osmanské dynastie.

## Život
Princezna Zeynab se narodila 29. prosince 1859 v Istanbulu. Byla druhou dcerou poručíka a generála Ibrahima Ilhamy Paši a Münire Sultan (dcery sultána Abdulmecida I.). Vyrůstala společně s Çeşme Afet Hanım. Zeynab byla provdána za bratrance svého otce, prince Mahmuda Hamdi Pašu. Pár měl pouze jednu dceru, pojmenovanou po babičce Münire.

## Děti
- Münire Hamdy Khanum Effendi (18. července 1884, Káhira – 18. listopadu 1944, Káhira), provdána za Mohamed Tawfik Naseem Pašu